# Jürgen Funke-Wieneke
Jürgen Funke-Wieneke (* 17. Februar 1944 in Chemnitz) ist ein deutscher Sportpädagoge und Hochschullehrer.

## Leben
Funke-Wieneke war von 1980 bis 2009 an der Universität Hamburg als Professor für Sportwissenschaft tätig. Von 1997 bis 2005 hatte er das Amt des Prodekans inne, zwischen 2008 und 2009 leitete er den Fachbereich Bewegungswissenschaft.
Im Mittelpunkt seiner Forschungstätigkeit standen Begrifflichkeiten wie Körpererfahrung und Bewegung sowie der Zusammenhang zwischen Sport, Bewegung und Erziehung. Funke-Wieneke leitete zu diesem Themengebiet unter anderem die Projekte „Die Entwicklung der Bewegungsbedeutungen im Jugendalter“ (2001 bis 2004).
Ein weiterer Forschungsschwerpunkt war der Schulsport mit Projekten wie „Evaluation des Systemwechsels im Schulsport der Hamburger Teilzeitberufsschulen“ (1999 bis 2001). In mehreren Beiträgen beschäftigte sich Funke-Wieneke mit der Entwicklung des Schulsports.
1997 brachte er das Buch „Vermitteln zwischen Kind und Sache: Erläuterungen zur Sportpädagogik“ heraus, 2004 veröffentlichte er das Werk „Bewegungs- und Sportpädagogik: wissenschaftstheoretische Grundlagen, zentrale Ansätze, entwicklungspädagogische Konzeption“.
In bewegungsgeschichtlicher Hinsicht beschäftigte sich Funke-Wieneke unter anderem mit dem Wirken GutsMuths.